# Patrick Gellineau
Patrick „Pat“ Gellineau (* 3. September 1951 in  Port of Spain) ist ein US-amerikanischer Radrennfahrer.
1972 startete Patrick Gellineau, nationaler Meister seines Geburtslandes Trinidad und Tobago, bei den Olympischen Spielen in München in drei Disziplinen, im Straßenrennen (ohne Platzierung) und mit Clive Saney, Anthony Sellier und Vernon Stauble in der Mannschaftsverfolgung (in der ersten Runde ausgeschieden). Im Mannschaftszeitfahren belegte das Team aus Trinidad und Tobago in derselben Zusammensetzung Platz 29 von 36 Mannschaften.
Nach den Spielen zog Gellineau nach New York City und nahm die US-amerikanische Staatsbürgerschaft an. Nachdem er seine Karriere im Elite-Leistungssport beendet hatte, fuhr er weiterhin erfolgreich Rennen in der Masters-Klasse. 2003 wurde er US-amerikanischer Meister im Sprint der Altersklasse 50–54, und bei den Masters-Bahnweltmeisterschaften 2006 gewann er die Silbermedaille im Punktefahren (55–59).